# Бухта Соймонова
Бухта Соймонова (туркм. Soýmonow aýlagy) — бухта в Балканском велаяте Туркменистана, расположенная в крайней северо-западной части залива Туркменбашы, на востоке Каспийского моря.
Бухта расположена у основания Красноводской косы, на её восточной стороне.
Берега бухты Соймонова соединены насыпной дамбой, по которой проходит автомобильная дорога, соединяющая город Туркменбашы и Национальную туристическую зону «Аваза».
Бухта была названа в честь российского гидрографа Фёдора Ивановича Соймонова.

## Карты
- Бухта Соймонова. Масштаб: 1 : 21 000. Издание 1871 г.